# Sun Yun-suan
Sun Yun-suan (chinois : 孫運璿 ; pinyin : Sūn Yùnxuán), né le 10 novembre 1913 à Penglai, dans la province du Shandong, et mort le 15 février 2006, était un ingénieur et homme politique chinois. Ministre des Affaires économiques de 1969 à 1978, et Premier ministre de la république de Chine de 1978 à 1984, il est généralement considéré comme l'un des principaux responsables de la transition de l'économie taïwanaise jusqu'alors dominée par l'agriculture vers l'exportation de produits manufacturés.